# بیگ ماما تورنتون
بیگ ماما تورنتون (انگلیسی: Big Mama Thornton؛ ۱۱ دسامبر ۱۹۲۶ – ۲۵ ژوئیهٔ ۱۹۸۴لس آنجلس، کالیفرنیا، united states) خواننده و ترانه‌سرای ریتم اند بلوز اهل ایالات متحده آمریکا بود. وی بین سال‌های ۱۹۴۷ تا ۱۹۸۴ میلادی فعالیت می‌کرد.